# 연애전선
연애전선은 한국에서 제작된 김수용 감독의 1960년 영화이다. 김진규 등이 주연으로 출연하였고 유희대 등이 제작에 참여하였다.

## 출연

### 주연
- 김진규
- 윤일봉
- 김아미
- 구봉서

## 제작진
- 조명: 박응선
- 녹음: 이경순
- 미술: 임명선